# Bronisław Koszutski
Bronisław Romuald Koszutski herbu Leszczyc (ur. 7 lutego 1875 w Ibramowicach, zm. 4 września 1952 w Warszawie) – polski lekarz, okulista, doktor nauk medycznych (1906), działacz społeczny, działacz ruchu robotniczego, w latach 1945–1947 prezydent Kalisza.

## Życiorys

### Rodzina
Urodził się w Ibramowicach, w zubożałej rodzinie szlacheckiej; był synem Kazimierza Koszutskiego, powstańca styczniowego, i Bronisławy z domu Mazaraki. Jego braćmi byli Stanisław, działacz polityczny i historyk, oraz Kazimierz, burmistrz Kalisza. Jego żoną była Józefa Zboromirska, lekarka, z którą mieli dzieci: Halinę, Józefa, Bronisława, Wandę i Jadwigę. Jest pradziadkiem Michała Listkiewicza.

### Edukacja i działalność społeczno-polityczna
Ukończył w 1896 r. w Kielcach Męskie Gimnazjum Rządowe, w którym od 1892 należał do tajnego kółka samokształceniowego oraz od 1893 do 1895 brał udział w Warszawie w ogólnokrajowych zjazdach organizacji uczniowskich. W 1893 współorganizator strajku rzemieślników w Szczecnie k. Kielc. Członkiem Socjaldemokracji Królestwa Polskiego został w 1894. Od 1896 do 1901, kiedy na Uniwersytecie Jagiellońskim studiował medycynę działał w: Stowarzyszeniu Młodzieży Postępowej „Zjednoczenie”, Stowarzyszeniu Młodzieży Socjalistycznej „Ruch”, Towarzystwie Uniwersytetu Ludowego, im. A. Mickiewicza oraz Polskiej Partii Socjalistyczno-Demokratycznej Galicji i Śląska Cieszyńskiego. Uczestnik zjazdu grup zagranicznych SDKPiL w 1900 w Lipsku. Kiedy w 1902 pracował w Zakopanem jako lekarz Domu Zdrowia Bratniej Pomocy miał możliwość pomóc się kurować Feliksowi Dzierżyńskiemu oraz udzielił mu pomocy w 1903 w wydawaniu „Czerwonego Sztandaru”. Przed rewolucji 1905 oraz w czasie jej trwania przewoził do Warszawy literaturę partyjną i broń. Był od strony technicznej organizatorem w 1906 w Zakopanem V Zjazdu SDKPiL. W tym samym roku na UJ wręczono mu dyplom doktora medycyny i pracował w szpitalu św. Ludwika do kwietnia 1907.

### Aktywność zawodowa i społeczna po ukończeniu studiów
W Moskwie w lipcu 1907 nostryfikował dyplom lekarski, a następnie do końca przyszłego roku pracował w tamtejszej klinice okulistycznej. Zamieszkał w Kaliszu na początku 1909. Do 1939 połączył odbywanie praktyki zawodowej ze Szpitalem Św. Trójcy. Był w 1910 organizatorem ambulatoryjnego leczenia biednych, a w następnych dwóch latach przeprowadził badania mieszkań suterenowych i dzieci chorujących na gruźlicę. W czasie wykonywania obowiązków radnego postulował w 1917 zbadanie w Kaliszu stanu i potrzeb szpitali. Od 1919 przez 3 kadencje zasiadał w radzie miejskiej Kalisza, a od 1933 do 1939 członek Państwowej Naczelnej Rady Zdrowia. W 1933 zorganizował powszechne szczepienie kaliskich dzieci przeciw dyfterytowi, a także przyczynił się do zwalczania jaglicy. Aktywny członek i prezes od 1909 do 1939: Kaliskiego Towarzystwa Lekarskiego, Towarzystwa Dobroczynności i Towarzystwa Kursów Popularnych im. Adama Asnyka. Należał również do Powiatowej i Miejskiej Rady Szkolnej. W czasie trwania okupacji niemieckiej pracował w Ubezpieczalni w Kaliszu, a kiedy wyzwolono miasto organizował w nim na nowo szpitalnictwo. Prezydent Kalisza od 25 stycznia 1945 do lipca 1947. Jako aktywny członek Polskiej Partii Robotniczej w 1948 reprezentował Kalisz na Kongresie Zjednoczeniowym. Członek Komitetu Miejskiego Polskiej Zjednoczonej Partii Robotniczej i działał w wielu stowarzyszeniach społecznych. Zmarł w Warszawie 4 września 1952.

### Upamiętnienie
W 1954 we wsi Wolica został otwarty Szpital Przeciwgruźliczy im. Bronisława Koszutskiego.

## Odznaczenia
- Krzyż Oficerski Orderu Odrodzenia Polski (postanowieniem prezydenta Bolesława Bieruta z 4 kwietnia 1952 za wybitne zasługi w pracy zawodowej i społeczno-politycznej)[11]
- Złoty Krzyż Zasługi (przed 1939)[12]